# 과장법
과장법(誇張法)은 방식 장치나 비유적 표현의 과장을 사용하는 일이다. 수사학에서는 성장을 의미하는 auxesis라고도 한다. 시와 웅변에서는 강한 느낌을 강조하고 떠올리게 하며 강렬한 인상을 만들어낸다. 비유적 표현으로서 문자 그대로 의미하지는 않는다.

## 같이 보기
- 완서법
- 동어 반복